# Areias (Ferreira do Zêzere)
Areias era una freguesia portuguesa del municipio de Ferreira do Zêzere, distrito de Santarém.

## Historia
Antigua sede de una encomienda templaria, Areias perteneció al antiguo municipio de Pias hasta su extinción en 1836, pasando desde entonces al de Ferreira do Zêzere. 
Fue suprimida el 28 de enero de 2013, en aplicación de una resolución de la Asamblea de la República portuguesa promulgada el 16 de enero de 2013 al unirse con la freguesia de Pias, formando la nueva freguesia de Areias e Pias.

## Demografía
Era una freguesia, formada por 42 núcleos de población eminentemente rurales, muy afectada por el proceso de despoblamiento de las zonas interiores del país (tenía 1772 habitantes en 2001).

## Patrimonio
En el patrimonio histórico-artístico de Areias destaca la iglesia matriz de N.ª Sra. de Gracia, edificada en el siglo XV, reconstruida en 1548 y objeto de remodelaciones sucesivas, de modo que presenta elementos renacentistas, manieristas y barrocos, sobre una base estructural gótica. Son igualmente de reseñar las ruinas del castillo denominado Torre de Murta, el sitio arqueológico de Avecasta, el poblado de la Edad del Bronce de Vale Rodrigo y las capillas de los distintos núcleos de población.